# Sielsowiet Hołynka (obwód miński)
Sielsowiet Hołynka (biał. Галынкаўскі сельсавет, ros. Голынковский сельсовет) – sielsowiet na Białorusi, w obwodzie mińskim, w rejonie kleckim, z siedzibą w Hołynce.

## Miejscowości
- agromiasteczko:
  - Hołynka
- wsie:
  - Babicze
  - Bobki
  - Karack
  - Moszuki
  - Słoboda Mieżna
  - Szajki
  - Zwonka
- osiedle:
  - Aziareczcza